# António Ximenes

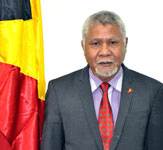
António Ximenes

António Ximenes (* 29. Oktober 1952 in Bahu, Portugiesisch-Timor) ist ein Politiker aus Osttimor. Er ist Mitglied der Partei Congresso Nacional da Reconstrução Timorense (CNRT) und erster Vize-Koordinator der Partei in der Gemeinde Manatuto.
Von 2012 bis 2017 war Ximenes Abgeordneter des Nationalparlaments Osttimors und Mitglied der Kommission für Gesundheit, Bildung, Kultur, Veteranen und Gleichstellung der Geschlechter. Davor war er Lehrer an einer Sekundärschule und Freiheitskämpfer gegen die indonesische Besatzung. Bei den Wahlen 2017 wurde Ximenes nicht mehr auf der Wahlliste des CNRT aufgestellt und schied damit aus dem Parlament aus.
Ximenes ist Träger des Ordem da Guerrilha, zweiten Grades.